# Ahmed Abdallah Mohamed Sambi
Ahmed Abdallah Mohamed Sambi (Mutsamudu, 5 giugno 1958) è un politico comoriano, presidente dal 2006 al 2011.
Capo islamico e politico, è conosciuto con il nome di 'Ayatollah'. Dopo aver vinto le elezioni presidenziali del 14 maggio 2006 con il 58,02% dei voti, Sambi si è insediato alla presidenza delle Comore il 26 maggio successivo. È il primo trasferimento pacifico di potere nella storia delle isole.

## Vita privata
Sambi ha sette figli e possiede aziende che producono materassi, acqua in bottiglia e profumi, una dei principali prodotti esportati dalle Comore. Vive a Mutsamudu, capoluogo dell'isola di Anjouan. Ha fondato anche un canale televisivo chiamato Ulezi (istruzione).
Ha studiato cultura islamica in Sudan, in Arabia Saudita e in Iran. Il titolo di 'Ayatollah' deriva dai suoi studi in Iran.

## Carriera politica
Partecipando come indipendente alle elezioni presidenziali primarie del 16 aprile 2006 sull'isola di Anjouan, Sambi fu il più votato fra i 13 candidati, con il 23,70% dei voti.
Nelle elezioni del 14 maggio, Sambi fu dichiarato vincitore il 15 maggio da parte del Segretario di Stato per le elezioni Ali Abdallah, davanti all'ufficiale in pensione dell'aeronautica francese Mohamed Djaanfari ed all'esperto politico Ibrahim Halidi, la cui candidatura era supportata da Azali Assoumani, presidente uscente.

## Idee politiche
Vi sono citazioni che Sambi abbia detto che le Comore non sono pronte a diventare una repubblica islamica e che nessuno verrà costretto a portare il velo durante la sua presidenza. È anche il primo presidente proveniente dall'isola di Anjouan. Ha anche promesso di combattere la corruzione, di creare posti di lavoro e di costruire case per la maggioranza dei comoriani poveri.